# Pieriestupleno
Pieriestupleno (ros. Переступлено) – wieś (ros. деревня, trb. dieriewnia) w zachodniej Rosji, w sielsowiecie pietrowskim rejonu chomutowskiego w obwodzie kurskim.

## Geografia
Miejscowość położona jest w dorzeczu rzeki Pody, 5,5 km od centrum administracyjnego sielsowietu pietrowskiego (Pody), 20 km od centrum administracyjnego rejonu (Chomutowka), 100 km od Kurska.
W granicach miejscowości znajdują się ulice Ługowaja i Nowaja (45 posesji).

## Demografia
W 2010 r. miejscowość zamieszkiwało 81 osób.